# IC 3049
IC 3061 est une galaxie spirale barrée située dans la constellation de la Chevelure de Bérénice. Sa vitesse par rapport au fond diffus cosmologique est de 2 649 ± 23 km/s, ce qui correspond à une distance de Hubble de 39,1 ± 2,8 Mpc (∼128 millions d'al). Elle a été découverte par l'astronome allemand Arnold Schwassmann en 1900.
La classe de luminosité de IC 3061 est III et elle présente une large raie HI. Elle renferme également des régions d'hydrogène ionisé. De plus, c'est une galaxie LINER, c'est-à-dire une galaxie dont le noyau présente un spectre d'émission caractérisé par de larges raies d'atomes faiblement ionisés.
À ce jour, près d'une quinzaine de mesures non basées sur le décalage vers le rouge (redshift) donnent une distance de 42,786 ± 3,303 Mpc (∼140 millions d'al), ce qui est à l'intérieur des valeurs de la distance de Hubble. Cependant à cette distance de la Voie lactée, l'appartenance de cette galaxie à ce groupe et à l'amas de la Vierge est douteuse, car les galaxies les plus lointaines de cet amas sont celles du groupe de NGC 4235, qui sont à une distance moyenne de 110 millions d'années-lumière.

## Groupe de M88, de M60 et l'amas de la Vierge
Selon A.M. Garcia, IC 3061 fait partie du groupe de M88 (NGC 4501). Ce groupe de galaxies comprend au moins 44 membres, dont 17 apparaissent au New General Catalogue et 18 à l'Index Catalogue. Cependant à cette distance de la Voie lactée, l'appartenance de cette galaxie à ce groupe et à l'amas de la Vierge est douteuse, car les galaxies les plus lointaines de cet amas sont celles du groupe de NGC 4235, qui sont à une distance moyenne de 110 millions d'années-lumière.
D'autre part, la plupart des galaxies du New General Catalogue et seulement trois de l'Index Catalogue du groupe de M88 apparaissent  dans une liste de 227 galaxies d'un article publié par Abraham Mahtessian en 1998. Ce sont les galaxies IC 769, IC 797 et IC 800. Cette liste comporte plus de 200 galaxies du New General Catalogue et une quinzaine de galaxies de l'Index Catalogue. On retrouve dans cette liste 11 galaxies du Catalogue de Messier, soit M49, M58, M60, M61, M84, M85, M87, M88, M91, M99 et M100.
Toutes les galaxies de la liste de Mahtessian ne constituent pas réellement un groupe de galaxies. Ce sont plutôt plusieurs groupes de galaxies qui font tous partie d'un amas galactique, l'amas de la Vierge. Pour éviter la confusion avec l'amas de la Vierge, on peut donner le nom de groupe de M60 à cet ensemble de galaxies, car c'est l'une des plus brillantes de la liste. L'amas de la Vierge est en effet beaucoup plus vaste et compterait environ 1300 galaxies, et possiblement plus de 2000, situées au cœur du superamas de la Vierge, dont fait partie le Groupe local,.
De nombreuses galaxies de la liste de Mahtessian se retrouvent dans onze groupes décrits dans l'article d'A.M. Garcia, soit le groupe de NGC 4123 (7 galaxies), le groupe de NGC 4261 (13 galaxies), le groupe de NGC 4235 (29 galaxies), le groupe de M88 (13 galaxies, M88 = NGC 4501), le groupe de NGC 4461 (9 galaxies), le groupe de M61 (32 galaxies, M61 = NGC 4303), le groupe de NGC 4442 (13 galaxies), le groupe de M87 (96 galaxies, M87 = NGC 4486), le groupe de M49 (127 galaxies, M49 = NGC 4472), le groupe de NGC 4535 (14 galaxies) et le groupe de NGC 4753 (15 galaxies). Ces onze groupes font partie de l'amas de la Vierge et ils renferment 396 galaxies. Certaines galaxies de la liste de Mahtessian ne figurent cependant dans aucun des groupes de Garcia et vice versa.